# H2O: Uz malo vode
H2O: Uz malo vode (engl.: H2O: Just Add Water), ponekad skraćeno u H2O, australska je dramsko-fantastična televizijska serija za djecu i tinejdžere koju je stvorio Jonathan M. Shiff. Prvi je puta prikazana na australskoj mreži NetworkTen, a kasnije se emitirala u preko 120 zemalja, uz svjetsku publiku  veću od 250 milijuna ljudi.
Serija je dobila spin-off Mako Mermaids koji se prikazivao od 2013. do 2015. godine i animirani reboot 2015. godine na streaming platformi Netflix pod nazivom H2O: Pustolovina sirena, s novom glumačkom ekipom. Iako su imena protagonista ostala ista, radnja je počela od nule i razvijala se drugačije nego u izvornoj seriji.

## Sadržaj serije
Emma Gilbert, Cleo Sertori i Rikki Chadwick tri su tinejdžerke iz Australije koje za vožnje čamcem završe na tajanstvenome otoku Mako gdje nađu Mjesečev bazen pod ugaslim vulkanom. Tražeći izlaz i put kući, shvatile su da je jedini način isplivati van kroz podvodnu pećinu. Kada uđu u bazen, puni se mjesec pojavljuje iznad njih i osvjetljava bazen. Djevojke su spašene i vraćene kući na obalu gdje nastavljaju sa svojim uobičajenim životima dok ne otkriju svoje nove moći. Otkriju da se deset sekundi nakon što dođu u kontakt s vodom pretvore u sirene. Daljnjim eksperimentiranjem također saznaju da imaju nadnaravne moći nad vodom. Zatražile su pomoć svojega prijatelja Lewisa McCartneyja kako bi zadržale tajnu.
Imaju problema sa svakodnevnim situacijama poput kupanja i suočavanja s kišnim vremenom uz svoje novostečene sposobnosti, koje imaju brojne prednosti i nedostatke, a istodobno ih nastoje sačuvati u tajnosti od svih ostalih uključujući i svojih obitelji. Brzo se prilagođavaju svojim novim sposobnostima i načinu života.
Charlotte Watsford Cleina je suparnica u drugoj sezoni emisije kada se zbliži s Lewisom nedugo nakon što je prekinuo s Cleo. Charlotte također stječe moć sirene i postaje glavni zlikovac druge sezone. Ima sve tri moći sirena. Na kraju Emma, Cleo i Rikki uspiju pobjediti Charlotte koja gubi i svoje moći i Lewisa.
U trećoj sezoni Emma je s roditeljima otišla putovati svijetom. Uvodi se novi lik, Bella Hartley, koja je oktrila da je i ona sirena s devet godina. Rikki i Cleo postaju prijateljice s Bellom. Will Benjamin sprijatelji se s triom kada otkrije da su sirene. Djevojke saznaju da se Zemlja nalazi na putu kometa koji bi mogao uništiti planet. Uz pomoć svojih moći uspiju zaustaviti komet da se sudari sa Zemljom i tako spase svijet.

## Pregled serije
Prva sezona premijerno je prikazana u Australiji 7. srpnja 2006., a druga sezona započela je 28. rujna 2007. Treća sezona premijerno je prikazana u Ujedinjenom Kraljevstvu 26. listopada 2009., dok se u Australiji prikazala od 22. svibnja 2010.
| Sezona | Sezona | Epizode | Prvo prikazivanje        | Prvo prikazivanje      |
| Sezona | Sezona | Epizode | Premijera                | Finale                 |
| ------ | ------ | ------- | ------------------------ | ---------------------- |
|        | 1.     | 26      | 7. srpnja 2006..         | 29. prosinca 2006.     |
|        | 2.     | 26      | 28. rujna 2007..         | 21. ožujka 2008.       |
|        | 3.     | 26      | 26. listopada 2009. (UK) | 16. travnja 2010. (UK) |

## Spinoff
Serija je dobila spin-off od 78 epizoda u tri sezona pod nazivom Mako Mermaids, a prikazivala se od 2013. do 2015. godine. U 2015. godini serija je dobila animirani reboot pod nazivom H2O: Pustolovina sirena, s novom glumačkom ekipom. Iako imena protagonista su ostala ista, radnja je počela od nule i razvijala se drugačije nego u izvornoj seriji. Sadrži 28 epizoda u dvije sezone a prikazivala se na streaming platfomi Netflix.

## Vanjske poveznice
- Arhivirana inačica službene stranice ZDF televizije Arhivirana inačica izvorne stranice od 30. srpnja 2014. (Wayback Machine) (engl.)
- Službena stranica – Australian Television Information Archive (engl.)
- H2O: Uz malo vode u internetskoj bazi filmova IMDb-a